# Nino Frank
Nino Frank (Barletta, 27 giugno 1904 – Chevilly-Larue, 17 agosto 1988) è stato uno scrittore, conduttore radiofonico e critico cinematografico italiano.

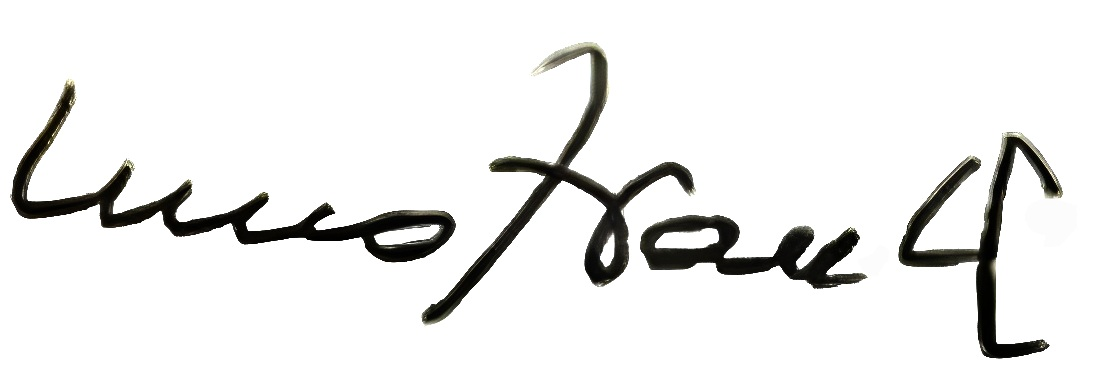
Firma di Nino Frank

Testimone della vita letteraria e artistica, si dedicò con eclettismo al giornalismo, alla traduzione, al cinema e alla radio. Particolarmente attivo negli anni trenta e quaranta, Frank è conosciuto soprattutto per esser stato il primo critico cinematografico ad usare l'espressione "film noir" per riferirsi ai film polizieschi americani degli anni quaranta, come Il mistero del falco.

## Biografia
Nato a Barletta all'interno di Palazzo Tresca da genitori svizzeri immigrati in Puglia, dopo gli anni del collegio a Napoli presso la scuola internazionale del Dottor Pluss (che aveva ospitato anni prima Blaise Cendrars) si trasferì nel 1923 in Francia, paese che non lascerà più dall'epoca del fascismo in poi.
È stato autore di vari saggi sul cinema e di letteratura, oltre che di memorie. La sua attività radiofonica lo vide come collaboratore di Paul Gilson, Blaise Cendrars, Albert Rièra e Frédéric Jacques Temple.
Nino Frank riposa al cimitero di Montparnasse a Parigi insieme alla moglie.

### Carriera
Negli ultimi anni '20, Frank fu ammiratore, amico e collaboratore dello scrittore irlandese James Joyce, con il quale creò un circolo che includeva anche Stuart e Moune Gilbert (Stuart Gilbert lo aiutò nella traduzione francese dell'Ulysses nel 1929), Paul e Lucie Léon, Louis Gillet, e Samuel Beckett. Alla metà degli anni '20 fondò con Massimo Bontempelli la rivista letteraria "900", Cahiers d'Italie et d'Europe, con cui collaborò come inviato da Parigi, facendo partecipare alla rivista nomi come Pierre Mac Orlan, Max Jacob, Albert Camus, James Joyce, Il'ja Grigor'evič Ėrenburg. La collaborazione terminò nella seconda metà degli anni '20 a causa dell'inasprirsi del regime fascista e del boicottaggio operato da Curzio Malaparte nei confronti di Nino Frank. Nel 1929 dal distacco con 900 nacque il progetto della rivista Bifur, fondata con Georges Ribemont-Dessaignes, che durò però solo tre anni. Nel 1937, Frank ottenne un certo riconoscimento con Joyce per la traduzione italiana di Anna Livia Plurabelle dello stesso Joyce. Durante l'occupazione nazista in Francia, Frank scrisse nel settimanale collaborazionista Les Nouveaux Temps e fu ritenuto critico nei confronti della censura del governo collaborazionista di Vichy.
Frank scrisse anche sulla rivista di cinema l’Écran français, rivista di simpatie socialiste fondata dalla Resistenza durante la seconda guerra mondiale e che proseguì dopo la guerra. La rivista vide la collaborazione di registi francesi, quali Jacques Becker, Marcel Carné, Jean Grémillon, e Jean Painlevé; scrittori e sceneggiatori come Pierre Bost, e Jacques Prévert; critici come Georges Sadoul e Léon Moussinac; e ancora Albert Camus, Henri Langlois, André Malraux, Léon-Paul Fargue, Pablo Picasso e Jean-Paul Sartre.” L’Écran français fu una "pubblicazione seria"; in contrasto con le altre riviste cinematografiche dedicate a foto mondane e al gossip delle star del cinema, esso veniva stampato su carta gialla e riportava articoli di critica cinematografica firmati da critici e grandi personalità del cinema francese. Frank raggiunse infine la posizione di caporedattore de l'Écran français.
Secondo l'Internet Movie Database (IMDb), Frank ottenne vari riconoscimenti per la sua produzione cinematografica e televisiva. Nel 1944, scrisse i dialoghi per Service de nuit e adattò la novella per lo schermo. Nel 1945, scrisse un adattamento cinematografico de La Vie de bohème. Nel 1947, fu premiato per La Taverne du poisson couronné e nel 1952 ottenne un riconoscimento per Camicie rosse (Les chemises rouges in Francia). Nel 1974, Frank fu premiato per l'adattamento della novella Stefano per una produzione televisiva. Egli condusse altri lavori di scrittura e traduzione, come la traduzione dall'italiano nel 1979 del libro di Leonardo Sciascia Nero su nero, in collaborazione con Corinne Lucas.
Determinante è stato il suo incontro con Blaise Cendrars nel 1928. Dopo aver contribuito alla documentazione di Rhum, una biografia di Jean Galmot, Frank parteciperà alla scrittura di tre pièces radiofoniche che Cendrars riunirà in Films sans images (1959). Nelle sue memorie Frank evoca spesso l'amico svizzero, di cui pubblicherà le opere complete per il Club français du livre (1969-1971).

## Opere
- Bifur (1929-1931, 8 numéros). Ristampa a cura di Jean-Michel Place, in 2 volumes, Paris, 1976.
- Petit cinéma sentimental. Prefazione di Henri Jeanson. Paris, La Nouvelle Édition, 1950.
- Les Années 30 (1969)
- Mémoire brisée. Paris, Calmann-Lévy, 1967.
- Le Bruit parmi le vent. Paris, Calmann-Lévy, 1968.
- 10.7.2. et autres portraits. Souvenirs. Maurice Nadeau/Papyrus, 1983.